# Hister ziczac
Hister ziczac är en skalbaggsart som beskrevs av Miłosz A. Mazur 1985. Hister ziczac ingår i släktet Hister och familjen stumpbaggar. Inga underarter finns listade i Catalogue of Life.